# Dimmi perché
Dimmi perché (verbasterd tot Dime perché) is een compositie van Heitor Villa-Lobos. 
Het is een van Villa-Lobos vroegste composities die bewaard is gebleven. Het gaat om een lied, dat hij schreef op tekst van P. de Tasso. Villa-Lobos koos bewust voor een Italiaanse tekst, want zijn moedertaal Portugees maakte geen enkele indruk binnen de klassieke muziek destijds, was zijn mening. Dimme perché betekent Vertel me waarom.
Van het lied is in 2017 geen opname bekend. In 2014 bracht het platenlabel Naxos een transcriptie voor gitaar van en door Andrea Bissoli. Hoe kort ook, het lied valt in drie secties uiteen in de klassieke indeling snel-langzaam-snel: Andante/Andantino, allegro en via een da capo naar andante. Bissoli vermoedde daarbij dat de originele pianopartij geschreven is met de gitaar in het achterhoofd, hij leidde dat af uit de gebruikte toonsoorten G-majeur in de secties een en drie en D-majeur in sectie 2. Het zou terug te voeren zijn op de cavaquinho.